# Мессьє 98
Мессьє 98 (М98, інші позначення — NGC 4192, IRAS12112 +1510, UGC 7231, ZWG 98.108, MCG 3-31-79, VCC 1992, PGC 39028) — галактика у сузір'ї Волосся Вероніки.
Цей об'єкт входить у число перерахованих в оригінальній редакції нового загального каталогу. Дана галактика входить до скупчення галактик у сузір'ї Діви.

## Відкриття
Відкривачем цього об'єкта є Мешан П'єр Франсуа Андре, який вперше спостерігав за об'єктом 15 березня 1781.

## Навігатори
| ◄ NGC 4188 \| NGC 4189 \| NGC 4190 \| NGC 4191 \| NGC 4192 \| NGC 4192A \| NGC 4193 \| NGC 4194 \| NGC 4195 ► |

Координати:  12г 13м 48.3с, +14° 54′ 01″